# برايان كارولين
برايان كارولين (بالإنجليزية: Brian Carolin)‏ هو لاعب كرة قدم بريطاني، ولد في 6 ديسمبر 1939 في أشينغتون ‏ في المملكة المتحدة. لعب مع نادي بليث سبارتانز.